# 可見光通訊
可見光通訊（英語：Visible Light Communications，縮寫為），是一種光通訊方式，利用萤光灯或发光二极管（LED）等物体发出的明暗闪烁信号来達成訊息传输的通信技术。可见光的頻率介於400 THz（波長780 nm）至800 THz（波長375 nm）之間。使用普通的日光灯時，它的傳輸能力為10 kbit/s。使用LED燈時，則可以到達500 Mbit/s。傳輸距離則可達1-2公里。它最大的特色是可以結合固態照明技術。
可見光通訊可以应用于光照上网、可见光点播电视业务、可见光新型无线广播、可见光精确定位等领域。

## 歷史
2000年，日本学者论证了家里照明用LED做可见光通信的可行性，提出了Wireless Homelink 的概念。2003年，可见光通信联盟（VLCC）成立。2008年，欧州框架7中的欧米伽计划，美国的智能照明中心，中国科学院的半导体照明信息网是政府或机构层面的科研资助。2008年，德國物理學家哈洛德海斯團隊發現光可用於雙向資料傳輸，並於2011年提出「光照上网」（英語：Light Fidelity, Li-fi）。
這個技術最早在2003年，由日本慶應大學的實驗室實作出來。
目前，可見光通訊研究者，主要以白光LED傳輸，每秒傳輸速率最高為1Gbit，傳輸距離約5公尺。2014年，台北科技大學光電工程系教授呂海涵以紅光雷射光進行傳輸研究，達到每秒傳輸速率10Gbit，傳輸距離遠至17.5公尺，為全球首位用紅光雷射光建構超高速可見光通訊的研究者。
中国人民解放军信息工程大学是中国国家863计划可见光通信项目牵头单位，2015年11月，经工业和信息化部测试认证，该校“可见光通信系统”实时通信速率提高至50Gbps（比特每秒）。
中国科学院半导体研究所在2015年实现了照明常用的荧光型1瓦LED单路实时传输610Mbps，由工信部泰尔实验室出第三方检测报告。2016年1月，中国科学院官网报道了这一研究成果。

## 標準
目前推動這個技術的主要組織是可見光通訊聯盟，成員包括卡西歐、NEC、松下電器、三星、夏普、東芝與NTT Docomo等電信廠商。他們正致力於推動IEEE 802.15 無線個人區域網路（WPAN）標準委員會增加‘.7’的計劃，以期將可見光通訊提升到與RF和紅外線相同的無線狀態。
2019年4月，IEEE發布802.15.7標準。2023年7月，發布802.11bb標準，實現LiFi和Wi-Fi的互操作性。

## 参看
- 光照上网技术（Li-Fi, Light Fidelity）

## 外部連結
- VLC論壇
- IEEE 802.15 WPAN Task Group 7（页面存档备份，存于）（TG7）可見光通訊工作小組
- 光無線通訊系統推進協議會